# 피터 맥니콜
피터 맥니콜(Peter MacNicol, 1954년 4월 10일)은 미국의 배우이다.

## 출연 작품
- 소피의 선택
- 고스트버스터즈 2
- 앨리 맥빌